# یادوینا گرابوسکا-هاوریلاک
یادوینا گرابوسکا-هاوریلاک (انگلیسی: Jadwiga Grabowska-Hawrylak; ۲۹ اکتبر ۱۹۲۰ – ۴ ژوئن ۲۰۱۸) معمار اهل لهستان بود.
وی همچنین برندهٔ جوایزی همچون جایزه افتخاری انجمن معماران لهستان شده‌است.

## آثار برجسته
| نام اثر                                                      | مکان     | سال(ها)   | توصیف | تصویر |
| ------------------------------------------------------------ | -------- | --------- | --- | ----- |
| خانهٔ دانشمند (Dom Naukowca)                                  | وروتسواف | ۱۹۵۷      | ساختمان ده طبقه مسکونی؛ نخستین ساختمان نوگرا در شهر. |       |
| مسکن گالری (Galeriowiec)                                     | وروتسواف | ۱۹۵۸–۱۹۶۰ | On Kołłątaj Street; nine stories, with first floor retail with duplex apartments on floors above; registered as a protected historic monument in 2017      |       |
| پلاک گرونوالدزکی مسکن                                        | وروتسواف | ۱۹۶۷–۱۹۷۲ | شش ساختمان ۱۶ طبقه که با مکان‌های اداری و تجاری به هم متصل شده‌اند. این ساختمان گاهی با نام منهتن و گاهی به خاطر شکل بالکن‌ها با نام کاسه توالت شناخته می‌شود. |       |
| کلیسای مسیح منجی جهان (Kościół Chrystusa Odkupiciela Świata) | وروتسواف | ۱۹۹۶      | کلیسای کاتولیک |       |